# John O’Brien (Bischof)
John O’Brien (* 19. Februar 1832 in Loughborough, England; † 1. August 1879) war ein britischer Geistlicher und römisch-katholischer Bischof von Kingston.

## Leben
John O’Brien empfing am 6. April 1856 das Sakrament der Priesterweihe.
Am 12. Februar 1875 wurde er zum Bischof von Kingston ernannt. Die Bischofsweihe spendete ihm am 18. April desselben Jahres in Kingston der Erzbischof von Toronto, John Joseph Lynch CM; Mitkonsekratoren waren der Bischof von Hamilton, Peter Francis Crinnon, und der Bischof von London (Ontario), John Walsh.
Bischof John O’Brien blieb bis zu seinem Tod am 1. August 1879 als Bischof von Kingston im Amt.